# دختر وارد یک بار می‌شود
دختر وارد یک بار می‌شود (به انگلیسی: Girl Walks into a Bar) فیلمی محصول سال ۲۰۱۱ و به کارگردانی سباستین گوتیه‌رس است. در این فیلم بازیگرانی همچون کارلا گوجینو، زکری کینتو، جاش هارتنت، دنی دویتو، رزاریو داوسون، امانوئل شریکی، رابرت فورستر، آرون تویت، آمبر والتا، گیل بیلاز، کوین زیگرز، الکسیز بلدل، میشله رایان، زاندر برکلی و لورن لی اسمیت ایفای نقش کرده‌اند.